# Mexigonus dentichelis
Mexigonus dentichelis là một loài nhện trong họ Salticidae.
Loài này thuộc chi Mexigonus. Mexigonus dentichelis được Frederick Octavius Pickard-Cambridge miêu tả năm 1901.